# لمور سرخ
 لمور سرخ (نام علمی: Eulemur rufus) نام یک گونه از تیره لموریان است.